# Chiesa di Santa Maria di Vigesimo

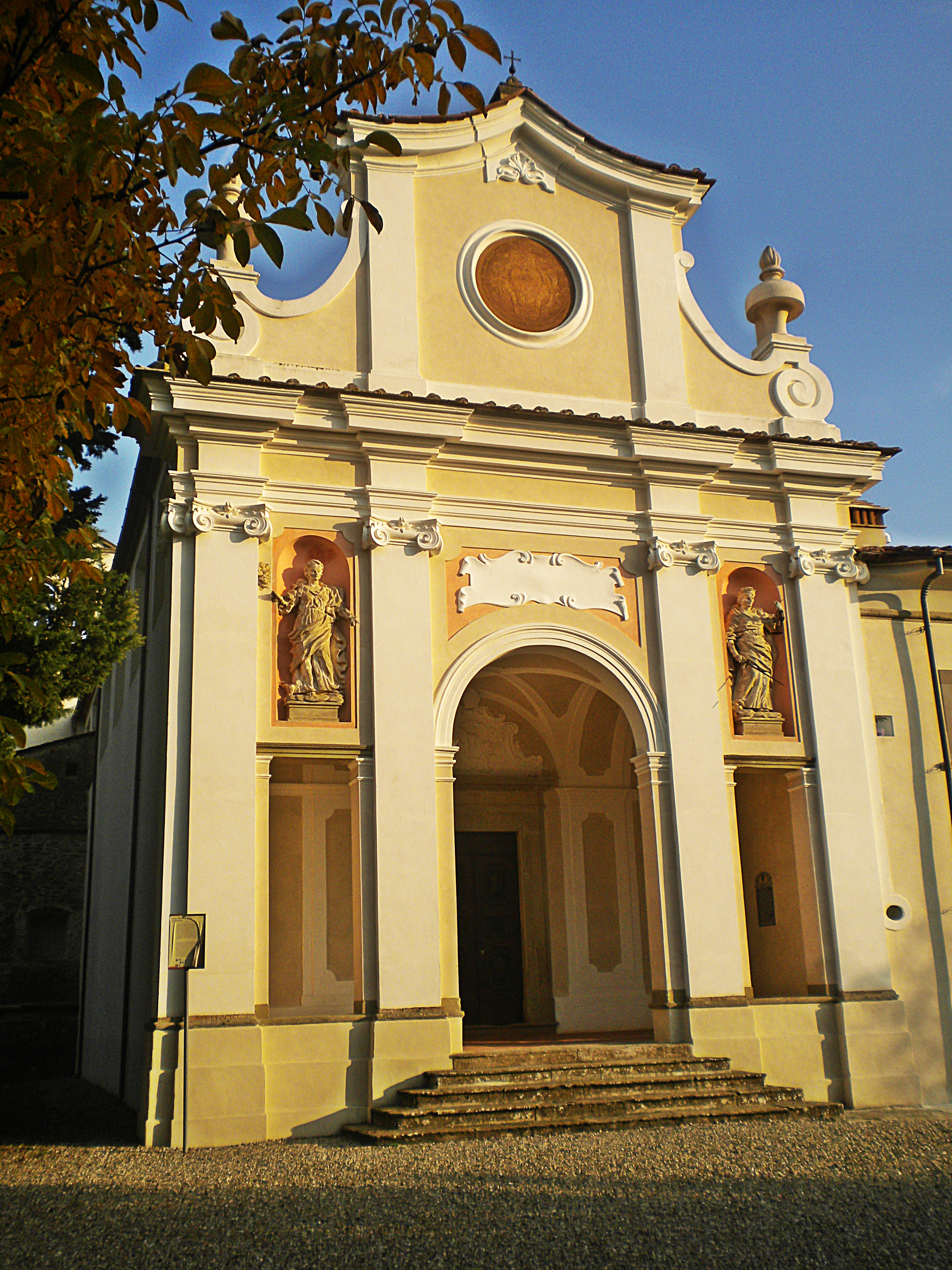
Facciata

La chiesa di Santa Maria di Vigesimo si trova nel comune di Barberino di Mugello.

## Storia e descrizione
Il monastero fu edificato dai vallombrosani nel 1074, ma gran parte dell'assetto attuale risale al XVIII secolo.
La chiesa ha una ricca facciata tardobarocca.
L'interno conserva stucchi e preziosi arredi lignei intagliati.. Di notevole qualità è anche il grande fonte battesimale in terracotta invetriata dei primi del XVI secolo, attribuito a Benedetto Buglioni. Alle pareti si osservano ovali (1742) e quadri con Episodi della vita della Madonna. Nell'abside è una pregevole tavola con l'Assunta, i santi Benedetto e Antonio abate e un donatore, che rivela la mano di due distinti autori. L'opera dovrebbe essere stata commissionata a Domenico Ghirlandaio negli anni novanta del Quattrocento forse dal vallombrosano Domenico di Guglielmo (e il pittore era già ben noto all'ordine), a cui spetta l'invenzione e la cura pittorica fiammingheggiante di alcuni dettagli. Alla morte del Ghirlandaio nel 1494 la tavola sarebbe rimasta incompiuta e terminata da Cosimo Rosselli tra 1500 e 1505 circa.
La chiesa possiede un organo di Michelangelo Paoli, del 1806, con prospetto sontuoso del 1744.